# Fédération de Taipei chinois de football
La  Fédération de Taipei chinois de football (chinois simplifié : 中华民国足球协会 ; chinois traditionnel : 中華民國足球協會 ; pinyin : Zhōnghuá Mínguó Zúqiú Xiéhuì, anglais : Chinese Taipei Football Association ou CTFA) est une association regroupant les clubs de football de Taïwan et organisant les compétitions nationales et les matchs internationaux de la sélection de Taipei chinois. En chinois, elle porte le nom de l'équipe de République de Chine de football (en chinois : 中華民國國家男子足球代表隊)
La Chinese Taipei Football Association (CTFA) fut créée en Chine continentale en tant que China Football Association en 1924, avant d'être relocalisée sur Taïwan en 1949 à la suite de la guerre civile chinoise. Affiliée à la FIFA en 1932 en tant que Chine, elle la rejoint en 1954, tout d'abord sous le nom de Taïwan, puis République de Chine, pour finalement Taipei chinois ou Chinese Taipei.

## Identité visuelle

Évolution du logo
Logo abandonné en 2014.
Logo de 2014 à 2016.
Logo depuis 2016.